# Iquique, Surgidero
Iquique, Surgidero är en vik i Antarktis. Den ligger i Sydshetlandsöarna. Argentina, Chile och Storbritannien gör anspråk på området.